# 理查德·奥弗顿
理查德·奥弗顿（英語：Richard Overton）美国音频工程师。他曾3次提名奥斯卡最佳音响效果奖。自1963年至1992年间，奥弗顿参与制作了60多部电影。

## 部分影视作品
- 虎胆龙威 (1988)[1]
- 深渊 (1989)[2]
- 猎杀红色十月 (1990)[3]